# Stadtschloss (Weimar)
Het Stadtschloss of Residenzschloss is een kasteel en museum in het Duitse Weimar. In 1728 werd op de middeleeuwse toren een barokke koepel gebouwd. Sinds 1998 staat het kasteel samen met 11 andere sites van Klassiek Weimar op de Unesco-Werelderfgoedlijst. In het slot is een schilderijenmuseum gevestigd.